# Gericht am Walde
Das Gericht am Walde war ein historischer Gerichtsbezirk auf einem Teil des Gebiets der heutigen Gemeinde Knüllwald im nordhessischen Schwalm-Eder-Kreis.

## Geschichte
Das landgräflich-hessische Gericht wird in Jahren 1338/1350 erstmals urkundlich als Gericht uz dem walde erwähnt. Später fand es auch Erwähnung als gerechte vor dem Walde (1376), Stuel am Walda (1575/1585), Grebenstuhl am Walde und ab 1778 als Grebenstuhl Remsfeld. Es unterstand dem Amt Homberg. Tagungsorte des Gerichts waren ab 1604 Remsfeld an Michaelis (29. September) und Homberg an Walpurgis (1. Mai). Vor 1697 und später wohnte der Obergrebe des Gerichts in Remsfeld.
Zum Gerichtsbezirk gehörte eine im Laufe der Jahrhunderte wechselnde Anzahl von Dörfern und Siedlungen im Knüllgebirge:
| Orte im Gericht am Walde | Orte im Gericht am Walde  | Orte im Gericht am Walde   |
| 1537                     | 1578                      | 1742                       |
| ------------------------ | ------------------------- | -------------------------- |
| Allmuthshausen           | Allmuthshausen            | Allmuthshausen             |
|                          |                           | Appenfeld                  |
| Nieder-Beisheim          | Ober- und Nieder-Beisheim | Nieder-Beisheim            |
| Hof Basfeld              | Basfeld                   | Hof Basfeld                |
|                          | Freudenthal               |                            |
|                          | Hergetsfeld               | Hergetsfeld                |
| Holzhausen               | Holzhausen                | Holzhausen                 |
| Oberhülsa                | Oberhülsa                 | Ober- und Niederhülsa      |
| Leuderode                | Leuderode                 | Leuderode                  |
| Reddingshausen           | Reddingshausen            | Reddingshausen             |
|                          | Relbehausen               | Relbehausen                |
| Remsfeld                 | Remsfeld                  | Remsfeld                   |
| Rodemann                 | Rodemann                  | Rodemann                   |
| Wüstung Rosbach          |                           |                            |
|                          | Roppershain               |                            |
| Rückersfeld              |                           | Rückersfeld                |
| Schellbach               | Schellbach                | Schellbach                 |
|                          | Steindorf                 | Steindorf                  |
|                          | Völkershain               |                            |
|                          | Waßmuthshausen            | Waßmuthshausen             |
| Welferode                | Welferode                 | Welferode                  |
|                          |                           | Kloster St. Georg, Homberg |

Beim Beginn der napoleonischen Herrschaft zur Zeit des Königreichs Westphalen wurde das Gericht aufgelöst und die Dörfer des Gerichts gehörten von 1807 bis 1813 größtenteils zum Kanton und Friedensgericht Frielendorf (Allmuthshausen, Basfelder Hof, Holzhausen, Leuderode, Reddingshausen, Rückersfeld, Schellbach, Steindorf, Völkershain, Waßmuthshausen). Die übrigen kamen teils zum Kanton und Friedensgericht Homberg (Niederbeisheim und Oberbeisheim, Freudenthal, Relbehausen, Remsfeld, Rodemann, Roppershain, Welferode, Kloster St. Georg) und teils zum Kanton und Friedensgericht Schwarzenborn (Nieder-Appenfeld und Ober-Appenfeld, Hergetsfeld, Nieder-Hülsa und Ober-Hülsa).

## Ende
Mit dem Untergang des Königreichs Westphalen nach der Völkerschlacht bei Leipzig wurde diese Regelung rückgängig gemacht und das Kurfürstentum Hessen führte 1814 das Amt Homberg mit dessen Untergerichten und den zuvor bestehenden Gerichtsbezirken wieder ein. Lediglich Niederappenfeld und Niederhülsa wurde ausgegliedert und dem Amt Obergeis zugeordnet.
Die kurhessische Verwaltungsreform von 1821, die Verwaltung und Justiz voneinander trennte, bedeutete dann das Ende des Gerichts am Walde. Alle Dörfer des bisherigen Gerichts auf der Efze, auch Niederappenfeld und Niederhülsa, kamen verwaltungsmäßig zum Kreis Homberg und hinsichtlich der Rechtsprechung zum Landgericht Homberg.